# Baťova vila
Baťova vila, kterou si nechal postavit podnikatel Tomáš Baťa, se nachází ve Zlíně na Čepkově v blízkosti Gahurovy ulice. Na její podobě se podíleli např. architekti Jan Kotěra, František Lydie Gahura, Vladimír Karfík a František Josef Thomayer či malíř František Kysela.
Za komunistického režimu se z vily stal Dům pionýrů. Po sametové revoluci prošla rekonstrukcí, od roku 1998 je sídlem Nadace Tomáše Bati.

## Historie
Baťa si nechal vilu navrhnout v roce 1909. Vypracováním projektu pověřil stavitele z blízkých Vizovic Františka Nováka. V průběhu stavby ale projekt předal architektovi Janu Kotěrovi k přepracování.
Podle Kotěrových návrhů došlo v rozestavěném domě k dispozičním změnám – zejména zvětšil ústřední dvoupodlažní halu. Věnoval se dále vnitřnímu designu, zjednodušil také podobu exteriéru. Před hlavním průčelím vytvořil terasu. Na výzdobě vily se podílel pražský malíř František Kysela, autorem podoby zahrady se stal zahradní architekt František Josef Thomayer.

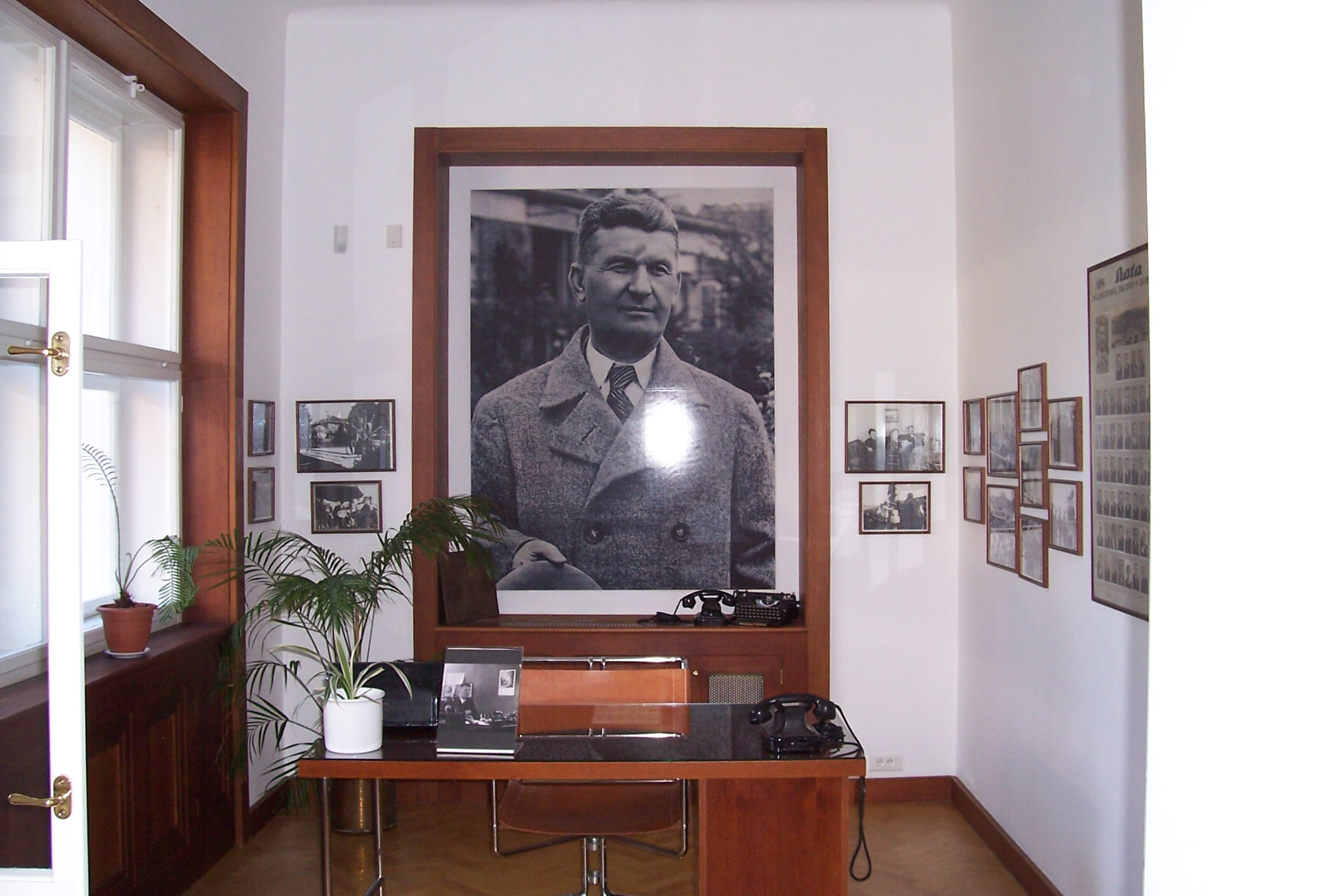
Kancelář s fotografií Tomáše Bati

V dalších letech se realizoval Kotěrův zahradnický domek, počátkem 20. let Kotěra navrhl ještě domek pro vrátného. V roce 1926 upravil část interiérů Kotěrův žák F. L. Gahura, v roce 1938 Vladimír Karfík navrhl venkovní bazén.
Po Baťově smrti v roce 1932 ve vile dále žila jeho manželka Marie. V roce 1946 odešla do zahraničí a vila byla znárodněna. V 50. letech byla přebudována na Dům pionýrů, což se neobešlo bez vážných zásahů do interiéru i exteriéru stavby. Zahradu přeťala čtyřproudá silnice vedená po nové trase, dnešní Gahurova ulice. 
V roce 1992 vilu získal v restituci Baťův syn Tomáš Baťa ml. V roce 1997 zahájil její rekonstrukci, která si vyžádala milion dolarů (tehdy asi 32 mil. Kč.). Od května 1998 se stala sídlem Nadace Tomáše Bati.